# محله پروازی لزبریج
محله پروازی لزبریج (به انگلیسی: Lethbridge Airpark) یک فرودگاه خصوصی است که یک باند فرود چمن دارد و طول باند آن ۱۳۰۰ متر است. این فرودگاه در کشور کانادا قرار دارد و در ارتفاع ۲۵۰ متری از سطح دریا واقع شده است.